# Rocourt (Vosges)
Pour les articles homonymes, voir Rocourt.
Ne doit pas être confondu avec Roncourt (Vosges).
Rocourt est une ancienne commune française située dans le département des Vosges en région Grand Est.
Par arrêté préfectoral du 19 septembre 2016, la commune nouvelle de Tollaincourt est créée à partir du 1er janvier 2017 par la fusion de Rocourt et Tollaincourt, conformément aux délibérations des conseils municipaux, respectivement, du 30 et 8 juin 2016. Il n'y a pas de commune déléguée. Son siège est fixé à la mairie de Tollaincourt.[1]
Le 1er janvier 2017, elle fusionne avec Tollaincourt pour former une commune nouvelle.

## Géographie
Le village occupe un petit territoire de la vallée du Mouzon. 
Les communes limitrophes sont Rozières-sur-Mouzon, Tollaincourt et Villotte.

## Toponymie
D'un nom de personne germanique Rodolf + cortem (court). 

Rodulficurt (1065), Roocurt (1172), Rowecurt (1165-92), Roolcurt (1184), Rooucourt (1217), Roocorut (1247), Roocourt (1302), Rocourt (1303), Roucourt (1311), Rocour (XVIIIe siècle - Cassini).

## Histoire
En 1831, la commune comptait 113 habitants.

## Politique et administration
| Période                                  | Période       | Identité         | Étiquette | Qualité                  |
| ---------------------------------------- | ------------- | ---------------- | --------- | ------------------------ |
| Les données manquantes sont à compléter. |               |                  |           |                          |
| mars 2001                                | décembre 2016 | Olivier Huguenel |           | Dernier maire de Rocourt |

## Démographie
L'évolution du nombre d'habitants est connue à travers les recensements de la population effectués dans la commune depuis 1793. À partir du 1er janvier 2009, les populations légales des communes sont publiées annuellement dans le cadre d'un recensement qui repose désormais sur une collecte d'information annuelle, concernant successivement tous les territoires communaux au cours d'une période de cinq ans. 
Pour les communes de moins de 10 000 habitants, une enquête de recensement portant sur toute la population est réalisée tous les cinq ans, les populations légales des années intermédiaires étant quant à elles estimées par interpolation ou extrapolation. Pour la commune, le premier recensement exhaustif entrant dans le cadre du nouveau dispositif a été réalisé en 2004,.
En 2014, la commune comptait 27 habitants, en évolution de +8 % par rapport à 2009 (Vosges : −1,74 %, France hors Mayotte : +2,49 %).
| 1793 | 1800 | 1806 | 1821 | 1831 | 1836 | 1841 | 1846 | 1856 |
| ---- | ---- | ---- | ---- | ---- | ---- | ---- | ---- | ---- |
| 88   | 98   | 100  | 113  | 153  | 109  | 104  | 110  | 92   |

| 1861 | 1866 | 1876 | 1881 | 1886 | 1891 | 1896 | 1901 | 1906 |
| ---- | ---- | ---- | ---- | ---- | ---- | ---- | ---- | ---- |
| 92   | 95   | 76   | 80   | 88   | 75   | 83   | 82   | 96   |

| 1911 | 1921 | 1926 | 1931 | 1936 | 1946 | 1954 | 1962 | 1968 |
| ---- | ---- | ---- | ---- | ---- | ---- | ---- | ---- | ---- |
| 82   | 68   | 66   | 63   | 64   | 57   | 57   | 60   | 57   |

| 1975 | 1982 | 1990 | 1999 | 2004 | 2009 | 2014 | - | - |
| ---- | ---- | ---- | ---- | ---- | ---- | ---- | - | - |
| 56   | 51   | 39   | 27   | 23   | 25   | 27   | - | - |

## Pour approfondir